# James Douglas, 14th Earl of Morton
James Douglas, 14. grof Mortonski, PRS, škotski plemič, * 1702, † 12. oktober 1768.
Med letoma 1764 in 1768 je bil predsednik Kraljeve družbe.